# Identità (logica moderna)
Diversamente dalla logica classica nella logica moderna  l'identità è una relazione definita normalmente come binaria, che intercorre tra una cosa e sé stessa. In altri termini, l'identità è un predicato duale tale che per ogni “x” e “y”, x = y è vero se e solo se x è lo stesso che “y”.
Queste definizioni non sono applicabili in alcune aree della logica quantificata, come la logica fuzzy e la teoria fuzzy degli insiemi, e anche rispetto agli oggetti vaghi .

## Metafisica dell'identità
I metafisici e, a volte, i filosofi del linguaggio e della mente, si pongono queste domande a proposito dell'identità:
- Cosa significa per un oggetto essere uguale a se stesso?
- Se x e y sono identici (cioè sono la stessa cosa), devono per forza essere sempre identici? Sono “necessariamente” identici?
- Cosa significa per un oggetto essere lo stesso oggetto, se esso può cambiare con il tempo? (Una mela a t è la stessa mela a t+1?)
- Se le parti di un oggetto sono rimpiazzate una dopo l'altra, in modo che l'oggetto finale sia composto da tutte nuove parti, come nella Nave di Teseo, in che modo i due oggetti sono lo stesso oggetto?

Un'interpretazione classica è quella di Gottfried Leibniz, il quale sostiene che "x" è la stessa cosa di "y" se ogni predicato vero di "x" è vero allo stesso modo di "y".
Le idee di Leibniz hanno influenzato la filosofia della matematica, in particolare il calcolo dei predicati, attraverso la legge di Leibniz. I matematici a volte distinguono l'identità dall'uguaglianza: in poche parole una "identità" in matematica è un'equazione che è vera per ogni valore di una variabile.

## Identità qualitativa e quantitativa
Due oggetti qualsiasi “a” e “b” sono identici “qualitativamente” se “a” e “b” sono delle copie, cioè se sono esattamente simili da ogni punto di vista o, in termini più precisi, se “a” e “b” hanno tutte le proprietà in comune.
Un esempio può essere quello di due bicchieri dello stesso modello realizzati dalla stessa ditta. Un altro esempio può essere quello di due atomi di carbonio perfettamente simili tenuti uno nella mano sinistra e l'altro nella destra.
Invece “a” e “b” sono detti identici “quantitativamente” o “numericamente”.
Se “a” e “b” sono la stessa cosa, cioè se “a” e “b” sono due modi diversi di chiamare un'unica entità.
Ad esempio Superman e Clark Kent sono numericamente la stessa persona (che, a volte, si veste in maniera molto differente).
Questa relazione è espressa in matematica con il simbolo “=”, cioè “a” = “b” o, stando al nostro esempio, “Superman” = “Clark Kent”.